# Frauke Kraas
Frauke Kraas (* 28. August 1962 in Lüdenscheid) ist eine deutsche Geographin. Sie ist Professorin für Stadt- und Kulturgeographie am Geographischen Institut der Universität zu Köln.

## Leben und Wirken
Nach dem Studium der Geographie, Biologie, Ethnologie und Philosophie von 1981 bis 1987 an den Universitäten Bochum und Münster war sie dort Wissenschaftliche Mitarbeiterin am Institut für Geographie bis zur Promotion 1991 mit der Arbeit Die Rätoromanen Graubündens, Peripherisierung einer Minorität. 1989/99 forschte sie als Wissenschaftliche Mitarbeiterin, Wissenschaftliche Assistentin und zuletzt Oberassistentin am Geographischen Institut der Universität Bonn. 1996 habilitierte sie sich mit der Arbeit Entwicklungsdynamik und Regierbarkeit des Großraums Bangkok, zur Bedeutung soziokultureller Einflußgrößen in der Megastadt. 1997 wurde ihr für diese Arbeit der Gerhard-Hess-Preis der Deutschen Forschungsgemeinschaft (DFG) verliehen. Die DFG finanzierte auch 1999–2000 ihren weiteren Aufenthalt in Bonn als Heisenberg-Stipendiatin.
Seit 2000 ist Kraas Professorin für Anthropogeographie (C4) am Geographischen Institut der Universität zu Köln. 2004 wurde sie zum Mitglied der Academia Europaea gewählt. Seit 2007 ist sie korrespondierendes Mitglied der Österreichischen Akademie der Wissenschaften und seit 2009 Mitglied der Leopoldina.
Seit Ende April 2009 führt Kraas die Deutsch-Thailändische Gesellschaft als Präsidentin.
Kraas engagiert sich in einer Vielzahl von nationalen (DFG) und internationalen Einrichtungen und Gremien ihres Faches, darunter zum Beispiel als Sprecherin der Bundesjury im Fachgebiet Geo- und Raumwissenschaften beim Wettbewerb Jugend forscht oder als Vizepräsidentin der GeoUnion – Alfred-Wegener-Stiftung.
Megacities, Metropolen- und Megastadtforschung, Urbanisierung, Stadtgeographie, Kultur-/Sozialgeographie, Minoritäten, Geographische Entwicklungsforschung, Regional: Südostasien, Indien, China

## Schriften
Auswahl aus über 220 Monographien und Aufsätzen:
- Die Rätoromanen Graubündens, Peripherisierung einer Minorität. Steiner, Stuttgart 1992.
- Bangkok, Probleme einer Megastadt in den Tropen Südostasiens. Köln 1995 (Problemräume der Welt Bd. 16).
- mit Surinder Aggarwal, Martin Coy, Günter Mertins (Hrsg.): Megacities. Our Global Urban Future. Springer, Berlin 2014.